# José Joaquín de Olmedo
José Joaquín de Olmedo   (Guayaquil, 20 de març de 1780 (Julià) - Guayaquil, 19 de febrer de 1847) José Joaquín de Olmedo y Maruri fou un patriota i poeta equatorià.

## Biografia
Fill del capità espanyol Miguel de Olmedo y Troyano i la guayaquileana Ana Francisca de Maruri y Salavarría.
El 9 d'octubre de 1820, Olmedo i altres notables guayaquilenys van declarar la ciutat de Guayaquil independent d'Espanya. El 8 de novembre d'aquell mateix any, Olmedo va ser nomenat president de la Província Lliure de Guayaquil fins que el juliol de 1822 es va unir a la Gran Colòmbia a instàncies de Simón Bolívar, contra la voluntat d'Olmedo. Va ser també dues vegades alcalde de Guayaquil i vicepresident de l'Equador de 1830 a 1831. Va ser president de l'Equador des del 6 de juny de 1845 al 8 de desembre del 1845, sobrevivint a un intent de cop d'estat el 18 de juny d'aquell any.
Va ser també un poeta conegut per temes patriòtics. El seu treball més conegut és La victoria de Junín (1825) que retrata com a hereus legítims dels inques els lluitadors per a la independència del Perú. Olmedo va dedicar la seva vida a Guayaquil, va crear la bandera de Guayaquil i l'escut, i el 1821 va compondre la Cançó al Nou d'Octubre, que es convertiria en l'Himne de Guayaquil.
L'Aeroport Internacional José Joaquín de Olmedo a Guayaquil és anomenat així en el seu honor.